# Офіцерські збори (Тбілісі)

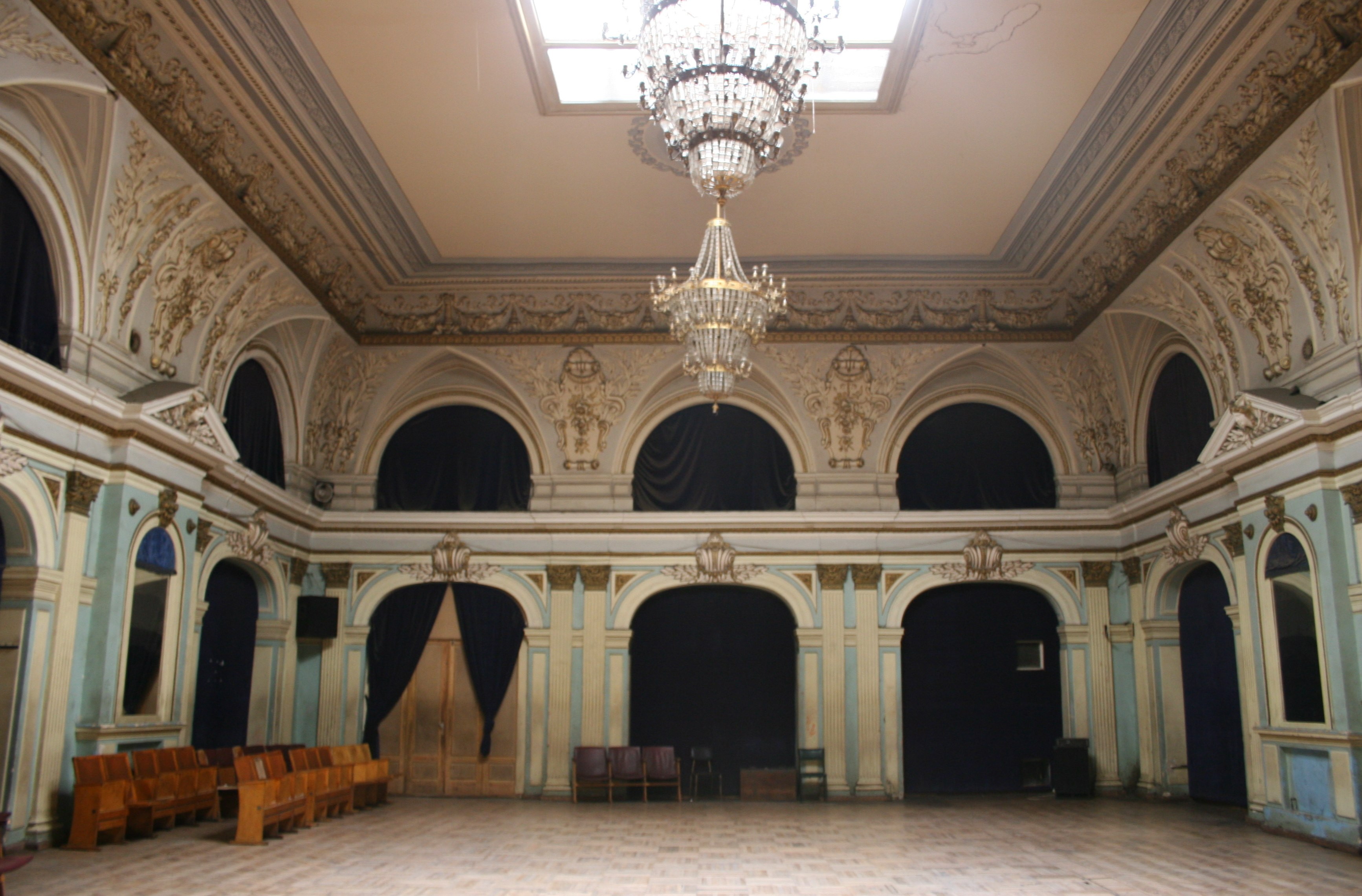

Офіцерські збори (груз. ოფიცერთა სახლი) — пам'ятка архітектури в Тбілісі, знаходиться на проспекті Руставелі, 16.

## Історія
Будівлю зборів у неокласичному стилі зведено в 1916, архітектор Д. Числієв. В оформленні інтер'єрів взяв участь відомий скульптор Яків Ніколадзе (каріатиди 3-го поверху).
У 1918 у підвалі будівлі було організовано кафе «Човен аргонавтів», куди приходили художники До. Зданевич, Л. Гудіашвілі та А. Бажбеук-Меліков.
У роки Німецько-радянської війни в цьому будинку, тоді - Будинку Червоної Армії Закфронта, з лекціями про Пушкіна виступав Ст. Ст. Вересаєв.
В даний час у будівлі розмістилися Galleria TMS, Державний академічний ансамбль грузинської народної пісні та танцю «Ерісіоні» та ін.

## Цікаві факти
У будинку пройшли дитячі та юнацькі роки, 1929-1946, майбутнього чемпіона світу з шахів Тиргана Петросяна (меморіальна дошка) 